# كيلسي ميريت
كيلسي ألين ميريت (من مواليد 1 أكتوبر 1996) عارضة أزياء فلبينية أمريكية، اشتهر بكونها أول فلبينية تسير في عرض فيكتوريا سيكريت للأزياء، ظهرت في صفحات إصدار سبورتس اليستريتد سويم سووت ايشيوز.

## نشأتها
ولدت ميريت في الأول من أكتوبر عام 1996 في بامبانجا ، الفلبين لأم فلبينية وأم أمريكية من أصل فرنسي وألماني وبريطاني وإيرلندي. في مايو 2017 ، تخرجت من جامعة أتينيو دي مانيلا في كويزون سيتي ، مترو مانيلا ، مع شهادة في الاتصالات. كانت بدأت عارضة الأزياء في الفلبين.

## الروابط الخارجية
- كيلسي ميريت في موديلز.كوم
- كيلسي ميريت على إنستغرام
- كيلسي ميريت على مجلة سبورتس اليستريتد سويم سووت ايشيوز